# Polixênides
Polixênides (português brasileiro) ou Polixénides (português europeu) foi um general e almirante da antiga cidade-Estado grega de Rodes. Após ser exilado de sua terra natal passou a servir Antíoco III, o Grande, rei da Síria. 

## Biografia
Foi mencionado pela primeira vez em 209 a.C., quando liderou um grupo de mercenários cretenses durante a expedição de Antíoco à Hircânia. Em 192 a.C., depois que o rei sírio já havia declarado guerra à República Romana, e havia cruzado em território grego para iniciar seu ataque, Polixênides obteve o comando de uma frota. Após cooperar com Menipo na conquista de Cálcis, foi enviado de volta à Ásia para reunir tropas adicionais durante o inverno. Nada surge nas fontes da época a respeito de suas operações na campanha que se seguiu, durante 191 a.C., porém quando Antíoco, após sua derrota na Batalha das Termópilas, recuou para a Ásia, Polixênides foi incumbido novamente de comandar a principal fronta do rei na costa jônia.
Ao descobrir que o pretor Caio Lívio Salinador havia chegado em Delos com a frota romana, comunicou ao rei a necessidade urgente de enviá-lo à batalha antes que essa frota pudesse se juntar à de Eumenes II de Pérgamo e aos habitantes da ilha. Embora seu conselho tenha sido seguido, já era tarde demais para impedir a aliança de Eumenes com Lívio; Polixênides, no entanto, deu combate às duas frotas reunidas na costa de Córico. Apesar da superioridade numérica, a vitória na Batalha de Córico foi dos aliados; treze navios da frota síria foram tomados, e dez naufragaram, enquanto o próprio Polixênides, com o restante de seus homens, refugiou-se no porto de Éfeso. Lá passaram o inverno preparando-se para um novo ataque; no início da primavera seguinte, após descobrir que Pausístrato e a frota ródia já estavam se deslocando, teve a ideia de surpreendê-lo antes que pudesse unir suas tropas com as de Lívio. Para isto fingiu entrar em negociações com ele a respeito de uma suposta rendição da frota síria, criando assim uma falsa sensação de segurança, e então o atacou de maneira traiçoeira, destruindo toda a sua frota. Após este sucesso navegou até Samos, para dar às frotas do almirante romano e de Eumenes; uma tempestade, no entanto, impediu a batalha e Polixênides foi obrigado a recuar para Éfeso. Pouco depois Lívio, depois de receber reforços de um esquadrão de vinte navios ródios comandados por Eudamo, intimou-o a lhe dar combate, porém Polixênides recusou. Lúcio Emílio Régilo, que sucedeu Lívio no comando da frota romana, também tentou, sem sucesso, atrair Polixênidas para fora do porto de Éfeso. 
Algum tempo depois, no entanto, quando Eumenes e sua frota haviam sido deslocados para o Helesponto e uma parte considerável das tropas ródias havia sido empregada na Lícia, o almirante sírio aproveitou-se da oportunidade e resolveu enfrentar a frota romana. A ação ficou conhecida como a Batalha de Mioneso, localidade próxima a Teos, e terminou com a derrota total de Polixênides, que perdeu 42 navios e teve de fugir em debandada com o restante de seus homens de volta para Éfeso. Lá permaneceu até receber as notícias da  Batalha de Magnésia, após a qual navegou até Patara, na Lícia, e de lá avançou por terra até reunir-se com Antíoco, na Síria. A partir daí não se ouve mais falar dele.